# Salvia ramirezii
Salvia ramirezii es una planta endémica de Jalisco y el occidente de México perteneciente a la familia de las lamiáceas.

## Descripción
Hierbas perennes de hasta 1 m de altura; con un tubérculo subterráneo cilíndrico, tallos muy ramificados, marcadamente cuadrangulares, escasamente pilosos y a veces farináceos entre las costillas y en la unión de los peciolos (particularmente en ramas jóvenes y en el eje floral), escasamente ornamentados con puntos glandulares anaranjados u ocres poco visibles. Hojas subsésiles o con peciolos de 0.3-1(-3.8) mm de largo; láminas foliares triangulares, triangular-lanceoladas a lanceoladas, de (6-)9.4-15(-23) × (2.2-)5-13.3 mm, en ocasiones ligeramente suculentas, acuminadas a agudas en el ápice, ligeramente cordadas en la base, margen entero o escasamente crenado, revoluto al secarse; haz verde, liso y usualmente lustroso; envés más pálido, densamente punteado-glandular y a veces densamente farináceo (venas secundarias ocultas por los gránulos), glándulas ocres o anaranjado oscuro. Inflorescencia dispuesta en racimos laxos terminales y subterminales, de (2-)10-20 cm de largo, receptáculos con (5-)10-27 verticilastros con 2 flores, nudos florales separados 5-15 mm hacia la base. Brácteas florales tardíamente caducas, lanceoladas a ovado-lanceoladas, de (1.7-)2-2.5 × 0.5-1 mm, agudas en el ápice, truncadas en la base, margen entero, verdes, glabras excepto el margen que a veces está cubierto de pelos cortos erectos (también hay pelos erectos en la unión entre la bráctea y el receptáculo), densamente punteado-glandulares y a veces farináceas, glándulas anaranjado oscuro u ocre. Pedicelos de 1-2(-3) mm de largo, densamente cubiertos de pelos cónicos cortos y farináceos. Sépalo de 3-5 × 2-3.5 mm, poco acrescente (alcanza 5-6 × 4-5 mm), verde, densamente cubierto de puntos glandulares anaranjados oscuros u ocres, esencialmente glabro con pelos cortos erectos en el margen de los labios, farináceo; labio superior con 5 o 7 venas; labios agudos y casi iguales en longitud. Corola azul con guías de néctar blancas, densamente pilosa y ornamentada con glándulas sésiles anaranjado oscuro hacia la garganta; tubo de (3-)5-6 × 2 mm, ligeramente ventricoso e invaginado en la base, internamente ornamentado con 2 pliegues ventrales; labio superior de (3-)4-5 mm de largo; labio inferior de 4-5 × 6.4-6.6 mm, con Estambres ; estamenes de 1-1.5 mm de largo; conectivos de 1.8-2.5 mm de largo, geniculados; tecas de (7-)1-1.3 mm de largo; estaminodios presentes arriba y detrás del punto de inserción de cada filamento al tubo de la corola, globosos en el ápice. Cornículo ginobásico de 1 mm de largo; estilos de 7-8 mm de largo, pilosos, incluidos excepto las ramas estilares, la rama inferior sigmoidea. Núculas ovoides, de 1.5-2 × 1-1.3 mm, de color pardo grisáceo con manchas marrón oscuro, glabras y lisas.

## Distribución y hábitat
Endémica de Jalisco, México. Habita en bosques tropicales caducifolios o en ecotonos de encino o encino-pino, entre los 600 y 1,640 m de altitud.

### Fenología
Florece y fructifica desde finales de julio hasta finales de abril.

## Taxonomía
Salvia ramirezii recibió el nombre en honor a Raymundo Ramírez Delgadillo (1968-2011), una de las pocas personas expertas en el conocimiento de la flora de Jalisco, México.

El nombre completo registrado ante el Índice Internacional de Nombres de las Plantas (IPNI) es:
Salvia ramirezii J.G.González, Revista Mex. Biodivers. 84(1): 12 (2013).